# Свети Трифон Печеншки
Свети Трифон Печеншки, световно име Митрофан (рус. Трифон Печенгски, Трифон Кольский; слап. Pââʹss Treeffan; 1495 − 28. децембар 1583) био је руски православни монах и светитељ у рангу преподобника из XVI века. Руска православна црква и друге православне цркве празнују овог светитеља на дан његове смрти, 15. децембра по јулијанском, односно 28. децембра по грегоријанском календару. Сматра се заштитником руских помораца.
О његовом животу се мало тога зна, а „Житије светог Трифона” написано је у другој половини XVII века. Познато је да се родио у јуну 1495. у свештеничкој породици на подручју Новгородске земље и да је његово световно име било Митрофан. Године 1530. је уз благослов тадашњег новгородског архиепископа Макарија отпутовао на крајњи север са циљем да активно шири православље међу локалним лапонским народима. Две године касније основао је на ушћу реке Ману у Печенгу Печеншки манастир у ком се убрзо и замонашио.